# Пенкауэ
Пенкауэ (исп. Pencahue) — посёлок в Чили. Административный центр одноимённой коммуны. Население — 2 037 человек (2002).   Посёлок и коммуна входит в состав провинции Талька  и области Мауле.
Территория — 956,8 км². Численность населения — 8 245 жителя (2017). Плотность населения — 8,62 чел./км².

## Расположение
Посёлок расположен в 14 км на запад от административного центра области города Талька.
Коммуна граничит:
- на северо-востоке — c коммуной  Саграда-Фамилиа
- на востоке — с коммунами  Сан-Рафаэль , Талька
- на юге — c коммунами Сан-Хавьер-де-Лонкомилья ,  Мауле
- на западе — c коммуной  Конститусьон
- на северо-западе — c коммуной Курепто

## Демография
Согласно сведениям, собранным в ходе переписи 2017 г  Национальным институтом статистики (INE),  население коммуны составляет:
| Полное население                          | Полное население                          | Полное население                          | Полное население                          | Полное население                          | 8 245 |
| ----------------------------------------- | ----------------------------------------- | ----------------------------------------- | ----------------------------------------- | ----------------------------------------- | ----- |
| в том числе:                              | Городское население                       | 3 438                                     | Процент городского населения, %           | 41,70                                     |       |
|                                           | Сельское население                        | 4 807                                     | Процент сельского населения, %            | 58,30                                     |       |
|                                           | Мужское население                         | 4 242                                     | Процент мужского населения, %             | 51,45                                     |       |
|                                           | Женское население                         | 4 003                                     | Процент женского населения, %             | 48,55                                     |       |
| Плотность населения, чел/км²              | Плотность населения, чел/км²              | Плотность населения, чел/км²              | Плотность населения, чел/км²              | Плотность населения, чел/км²              | 8,62  |
| Население коммуны в % к населению области | Население коммуны в % к населению области | Население коммуны в % к населению области | Население коммуны в % к населению области | Население коммуны в % к населению области | 0,79  |